# Anisodontea julii
Anisodontea julii là một loài thực vật có hoa trong họ Cẩm quỳ. Loài này được (Burch. ex DC.) D.M.Bates mô tả khoa học đầu tiên năm 1969.